# Xã Appleton, Quận St. Clair, Missouri
Xã Appleton (tiếng Anh: Appleton Township) là một xã thuộc quận St. Clair, tiểu bang Missouri, Hoa Kỳ. Năm 2010, dân số của xã này là 1.401 người.